# Reuil
Reuil ist eine ehemalige französische Gemeinde mit 273 Einwohnern (Stand: 1. Januar 2022) im Département Marne in der Region Grand Est (vor 2016 Champagne-Ardenne). Sie gehörte zum Arrondissement Épernay, zum Gemeindeverband Paysages de la Champagne und zum Kanton Dormans-Paysages de Champagne. Die Einwohner werden Reuillats und Reuillates genannt.
Der Erlass vom 28. September 2022 legte mit Wirkung zum 1. Januar 2023 die Eingliederung von Reuil als Commune déléguée zusammen mit den früheren Gemeinden Binson-et-Orquigny und Villers-sous-Châtillon zur neuen Commune nouvelle Cœur-de-la-Vallée fest.

## Geographie
Reuil liegt etwa 27 Kilometer südwestlich von Reims an der Marne, die den Ort im Süden begrenzt.
Umgeben wird Reuil von den Nachbargemeinden und den Communes déléguées:
|                                       | Villers-sous-Châtillon (Commune déléguée)   |           |
| Binson-et-Orquigny (Commune déléguée) | Kompassrose, die auf Nachbargemeinden zeigt | Venteuil  |
|                                       | Œuilly                                      | Boursault |

Der Ort erhielt die Auszeichnung „Drei Blumen“, die vom Conseil national des villes et villages fleuris (CNVVF) im Rahmen des jährlichen Wettbewerbs der blumengeschmückten Städte und Ortschaften verliehen wird.

## Geschichte
Der Ortsname von Reuil ist einer von denen, deren Bedeutung direkt mit dem Erscheinungsbild des Ortes am Ufer der Marne zusammenhängt. Die erste bekannte Erwähnung stammt aus dem Jahr 1146 in der Form Rolium, dann 1178 Rodolium, das dem gallischen „rolo“ für Furt, Durchgang zugeordnet wird und dem das gallische „ialo“, Lichtung, hinzugefügt wurde.
Reuil liegt, wie viele Dörfer im Marne-Tal, in einem natürlichen Becken, das wahrscheinlich durch kolossale Erdrutsche entstanden ist, die sich in sehr ferner Zeit ereignet haben, und ruht auf Ton-Kalkstein-Schichten, auf denen unterirdisches Wasser zirkuliert. Früher gruben die Einwohner einzeln oder kollektiv Brunnen, aus denen sie Wasser schöpften.
Gleichzeitig wurde Wasser aus Quellen gesammelt, die seltene Brunnen speisten, die damals auch für das Leben der Gemeinde von größter Bedeutung waren.
Ausgrabungen wurden durchgeführt, die die langjährige menschliche Präsenz, wahrscheinlich schon vor der römischen Besetzung, hervorhoben, die durch das Vorhandensein von reichlich Wasser begünstigt wurde. So wurden Fragmente gallo-römischer Dachziegel, eine Bronzemünze und Terrakottascherben aus derselben Zeit gesammelt. Einige seltene Stücke von Argonne-Sigillata-Keramiken aus dem zweiten und dritten Jahrhundert sind weitere unwiderlegbare Beweise für die Anwesenheit einer gallo-römischen Bevölkerung.

## Bevölkerungsentwicklung

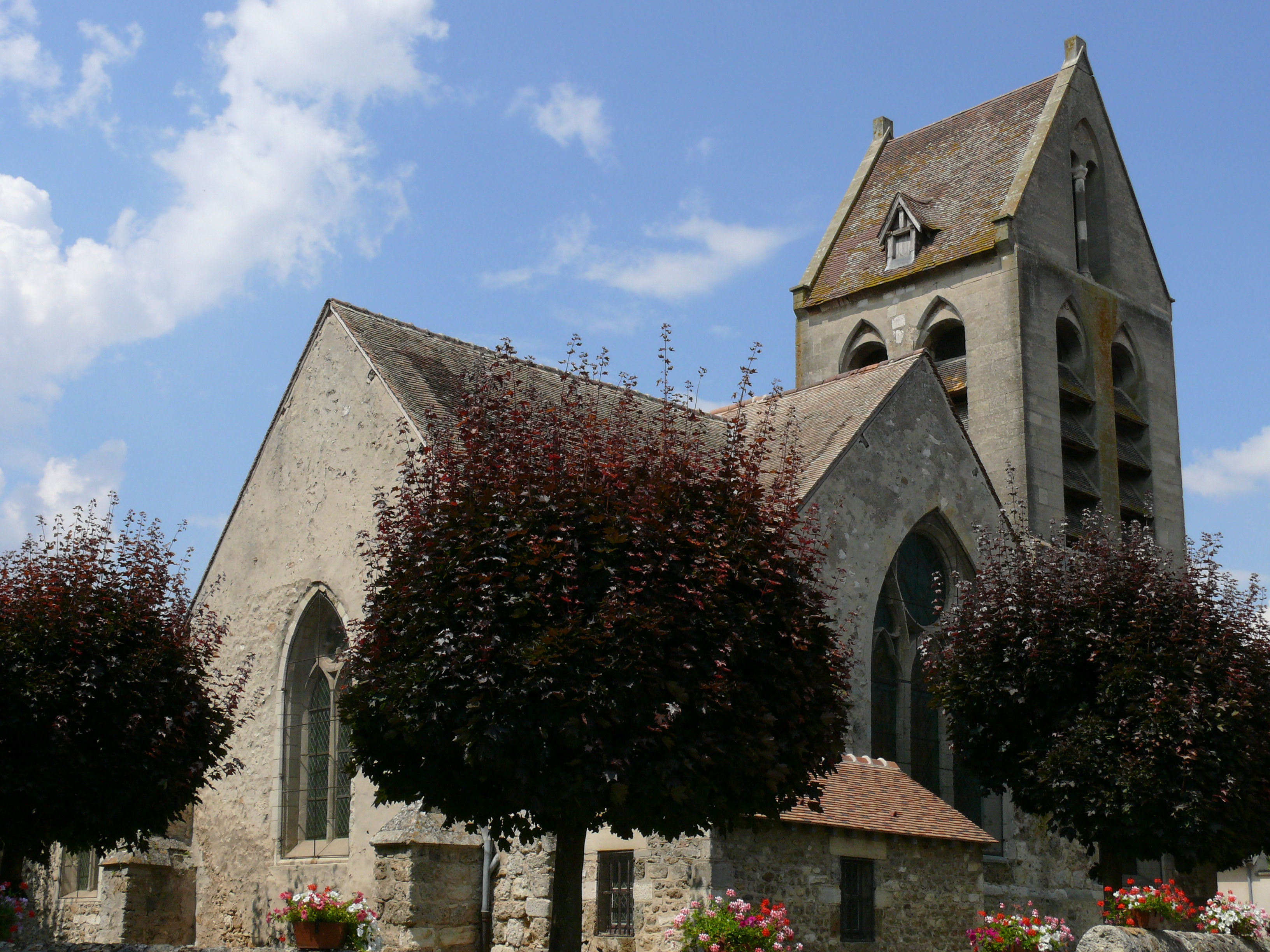
Kirche Saint-Martin

| Reuil: Einwohnerzahlen von 1793 bis 2016                                                                                   | Reuil: Einwohnerzahlen von 1793 bis 2016 | Reuil: Einwohnerzahlen von 1793 bis 2016 | Reuil: Einwohnerzahlen von 1793 bis 2016 | Reuil: Einwohnerzahlen von 1793 bis 2016 |
| --- | ---------------------------------------- | ---------------------------------------- | ---------------------------------------- | ---------------------------------------- |
| Jahr |                                          |                                          |                                          | Einwohner                                |
| 1793 | 1793                                     |                                          | 313                                      | 313                                      |
| 1800 | 1800                                     |                                          | 413                                      | 413                                      |
| 1806 | 1806                                     |                                          | 403                                      | 403                                      |
| 1821 | 1821                                     |                                          | 435                                      | 435                                      |
| 1831 | 1831                                     |                                          | 445                                      | 445                                      |
| 1836 | 1836                                     |                                          | 452                                      | 452                                      |
| 1841 | 1841                                     |                                          | 446                                      | 446                                      |
| 1846 | 1846                                     |                                          | 432                                      | 432                                      |
| 1851 | 1851                                     |                                          | 430                                      | 430                                      |
| 1856 | 1856                                     |                                          | 408                                      | 408                                      |
| 1861 | 1861                                     |                                          | 408                                      | 408                                      |
| 1866 | 1866                                     |                                          | 382                                      | 382                                      |
| 1872 | 1872                                     |                                          | 376                                      | 376                                      |
| 1876 | 1876                                     |                                          | 376                                      | 376                                      |
| 1881 | 1881                                     |                                          | 377                                      | 377                                      |
| 1886 | 1886                                     |                                          | 392                                      | 392                                      |
| 1891 | 1891                                     |                                          | 418                                      | 418                                      |
| 1896 | 1896                                     |                                          | 414                                      | 414                                      |
| 1901 | 1901                                     |                                          | 418                                      | 418                                      |
| 1906 | 1906                                     |                                          | 405                                      | 405                                      |
| 1911 | 1911                                     |                                          | 350                                      | 350                                      |
| 1921 | 1921                                     |                                          | 332                                      | 332                                      |
| 1926 | 1926                                     |                                          | 343                                      | 343                                      |
| 1931 | 1931                                     |                                          | 316                                      | 316                                      |
| 1936 | 1936                                     |                                          | 284                                      | 284                                      |
| 1946 | 1946                                     |                                          | 283                                      | 283                                      |
| 1954 | 1954                                     |                                          | 302                                      | 302                                      |
| 1962 | 1962                                     |                                          | 296                                      | 296                                      |
| 1968 | 1968                                     |                                          | 293                                      | 293                                      |
| 1975 | 1975                                     |                                          | 278                                      | 278                                      |
| 1982 | 1982                                     |                                          | 279                                      | 279                                      |
| 1990 | 1990                                     |                                          | 299                                      | 299                                      |
| 1999 | 1999                                     |                                          | 305                                      | 305                                      |
| 2006 | 2006                                     |                                          | 305                                      | 305                                      |
| 2011 | 2011                                     |                                          | 302                                      | 302                                      |
| 2016 | 2016                                     |                                          | 282                                      | 282                                      |
| Quelle(n): EHESS/Cassini bis 1999, INSEE ab 2006 Anmerkung(en): Ab 1962 offizielle Zahlen ohne Einwohner mit Zweitwohnsitz |                                          |                                          |                                          |                                          |

## Sehenswürdigkeiten
- Kirche Saint-Martin, seit 1919 als Monument historique klassifiziert
- Brücke über die Marne
- Weinmuseum